# Katedrála Notre-Dame (Noyon)

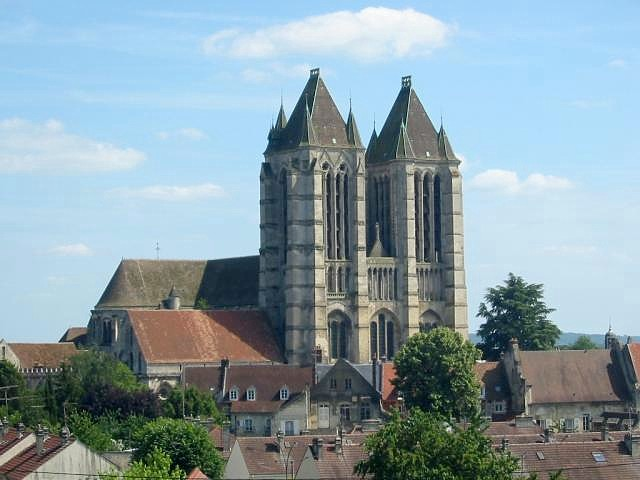
Katedrála v Noyonu

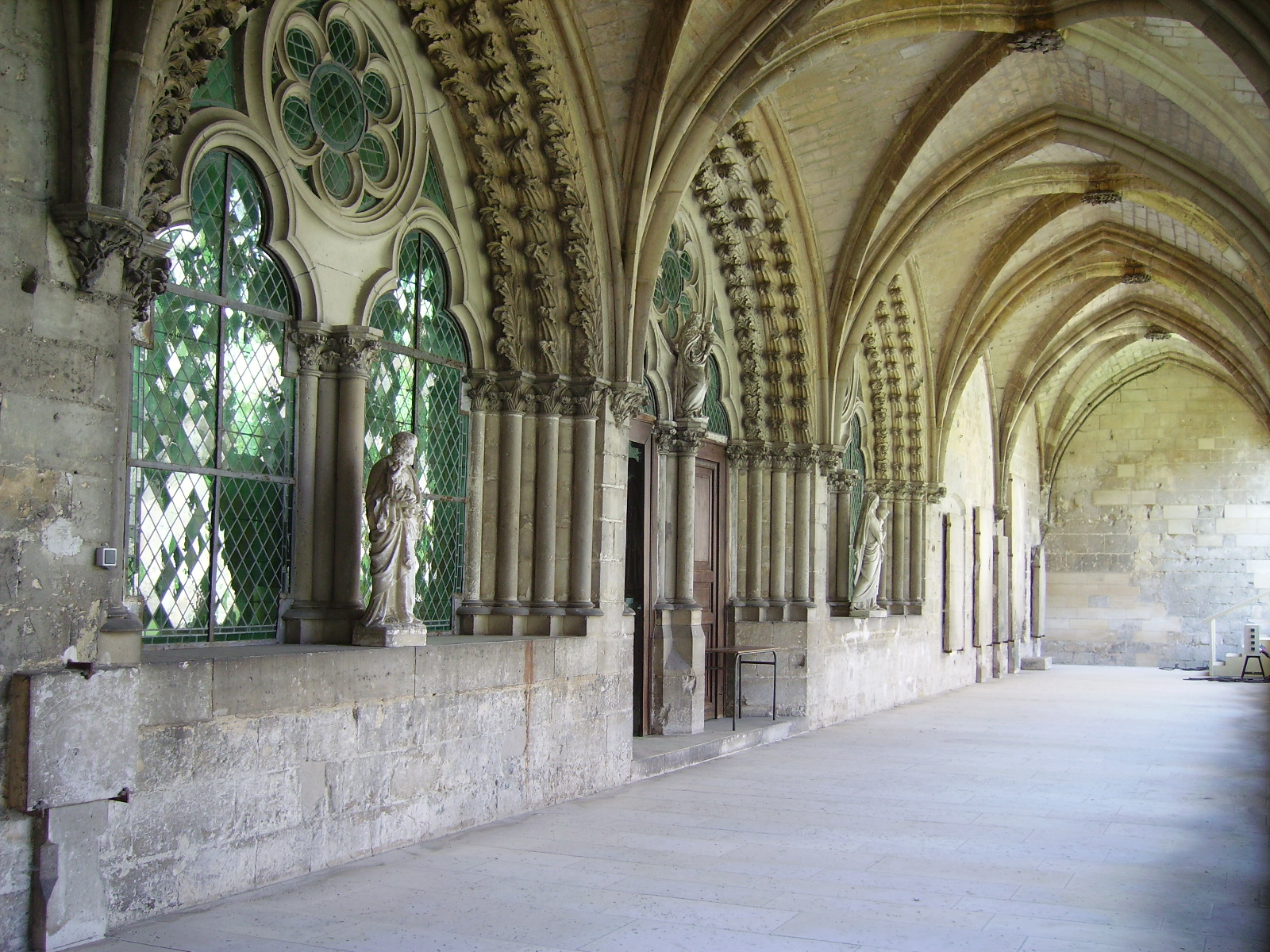
Křížová chodba

Katedrála Notre-Dame v Noyonu, asi 120 km severovýchodně od Paříže, je příkladem francouzské raně gotické katedrály.

## Historie
Stará katedrála vyhořela počátkem roku 1131, od poloviny 12. století byla stavěna nová. Kolem roku 1170 byl postaven chór a příční loď, do roku 1208 byla dokončena loď a před rokem 1231 západní průčelí. Roku 1293 zničil požár západní část chrámu, která se musela rekonstruovat. Vnitřní zařízení bylo silně poničeno za francouzské revoluce, v roce 1809 bylo zrušeno biskupství v Noyonu a roku 1840 byla katedrála zapsána na první seznam státem chráněných památek. Za první světové války bylo město i katedrála silně poškozeno a rekonstrukce trvala až do roku 1928.

## Popis
Jde o katedrálu se čtyřdílným plánem stěny, jako ve starších katedrálách (tedy současně oblouky arkád i triforium). Zajímavé je členění přípor, které není závislé na ostatním horizontálním členění a jehož rozestupy se směrem nahoru zvětšují. V průběhu výstavby docházelo k častým změnám plánů.

K severní straně katedrály přiléhaly budovy kapituly, z nichž se zachovala velká část křížové chodby s kapitulní síní a bohatou plastickou výzdobou. K jižní straně katedrály přiléhal biskupský palác, z něhož zbyla jen kapitulní knihovna a zříceniny biskupské kaple.
Rozměry katedrály
- délka 103 m
- šířka hlavní lodi 10,2 m, vedlejších 4,75 m
- výška klenby 22,7 m
- délka příční lodi 48,6 m
- výška věží 66 m
- šířka průčelí 32,8 m

## Galerie

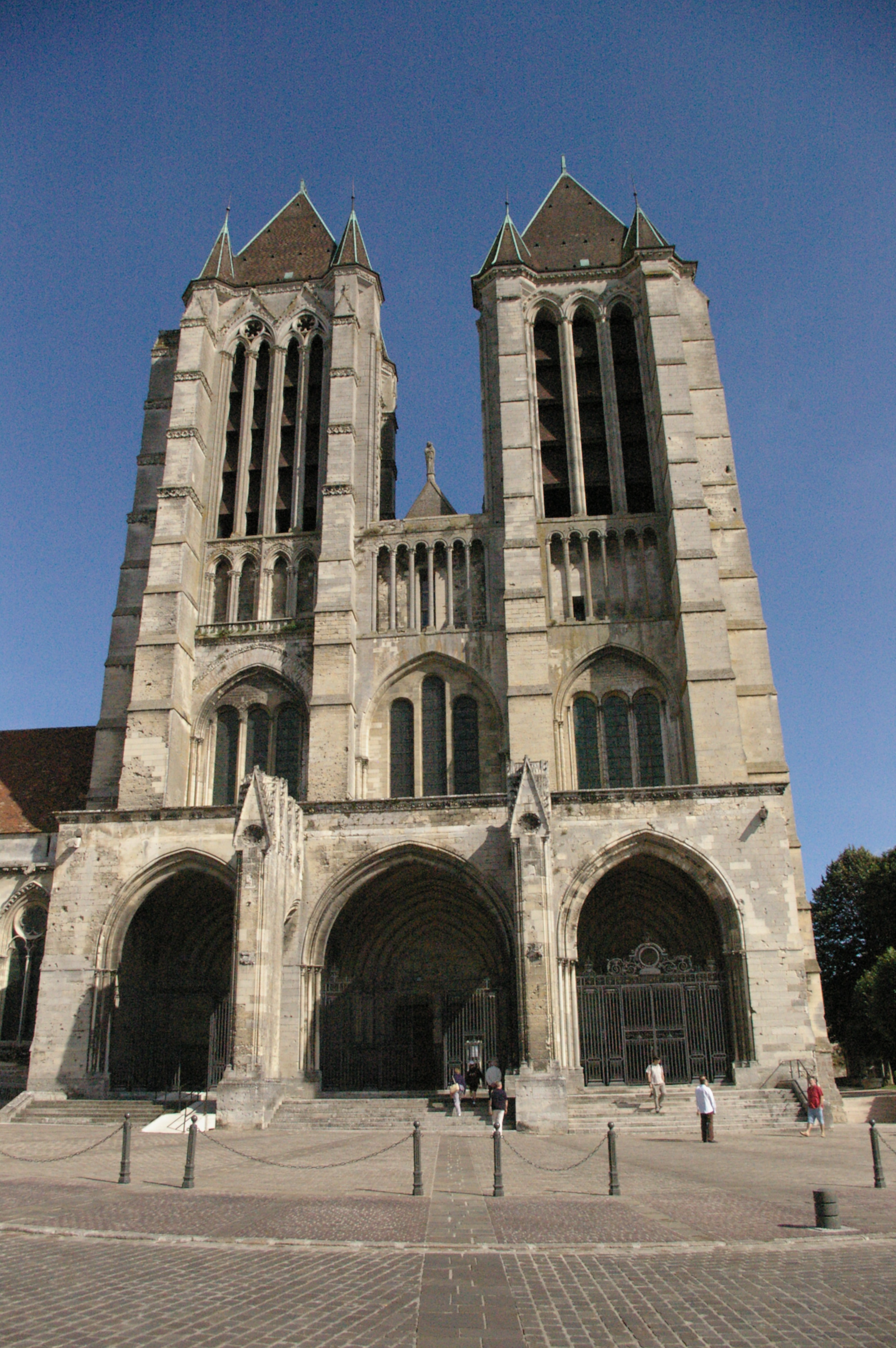
Průčelí
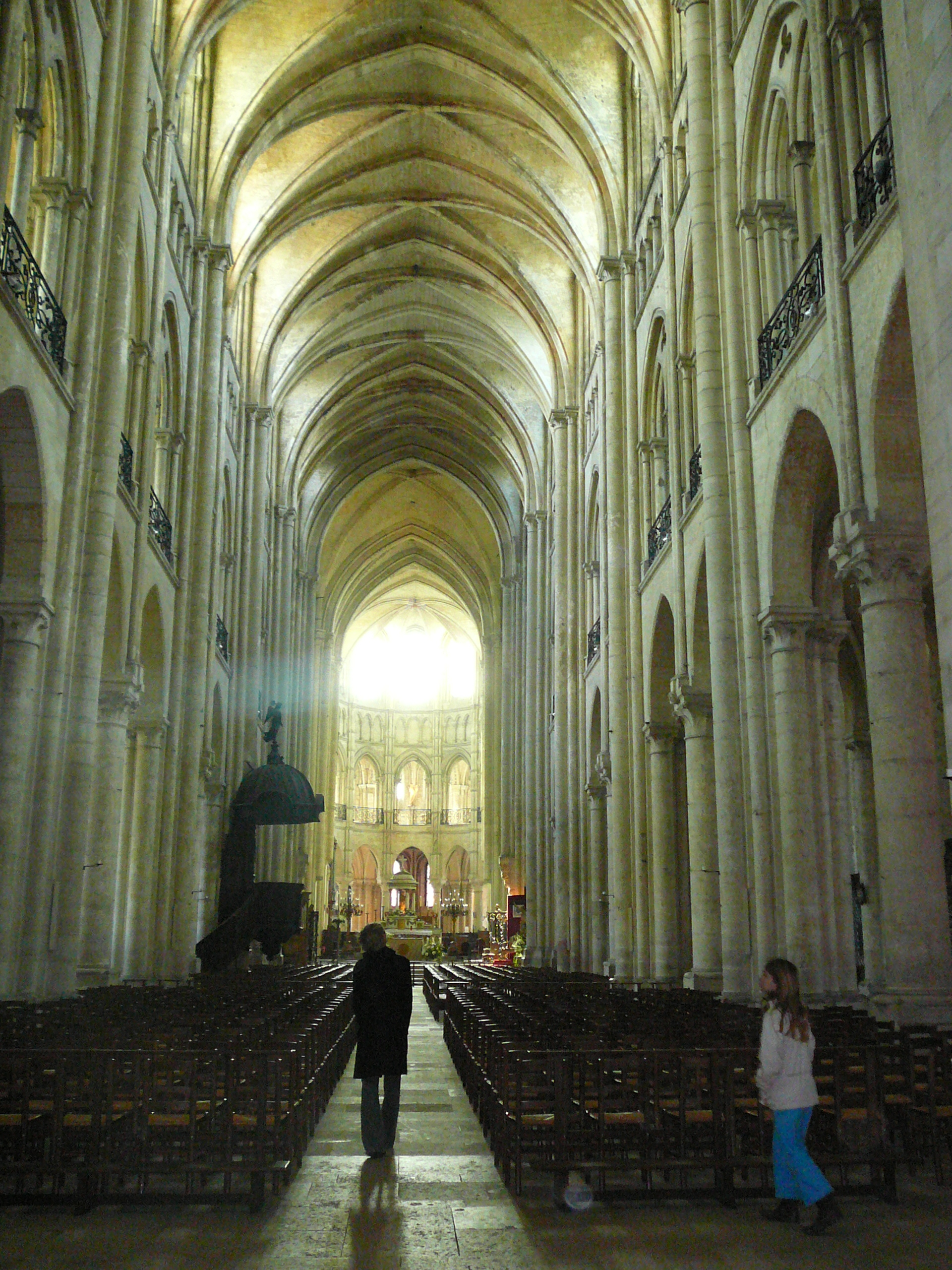
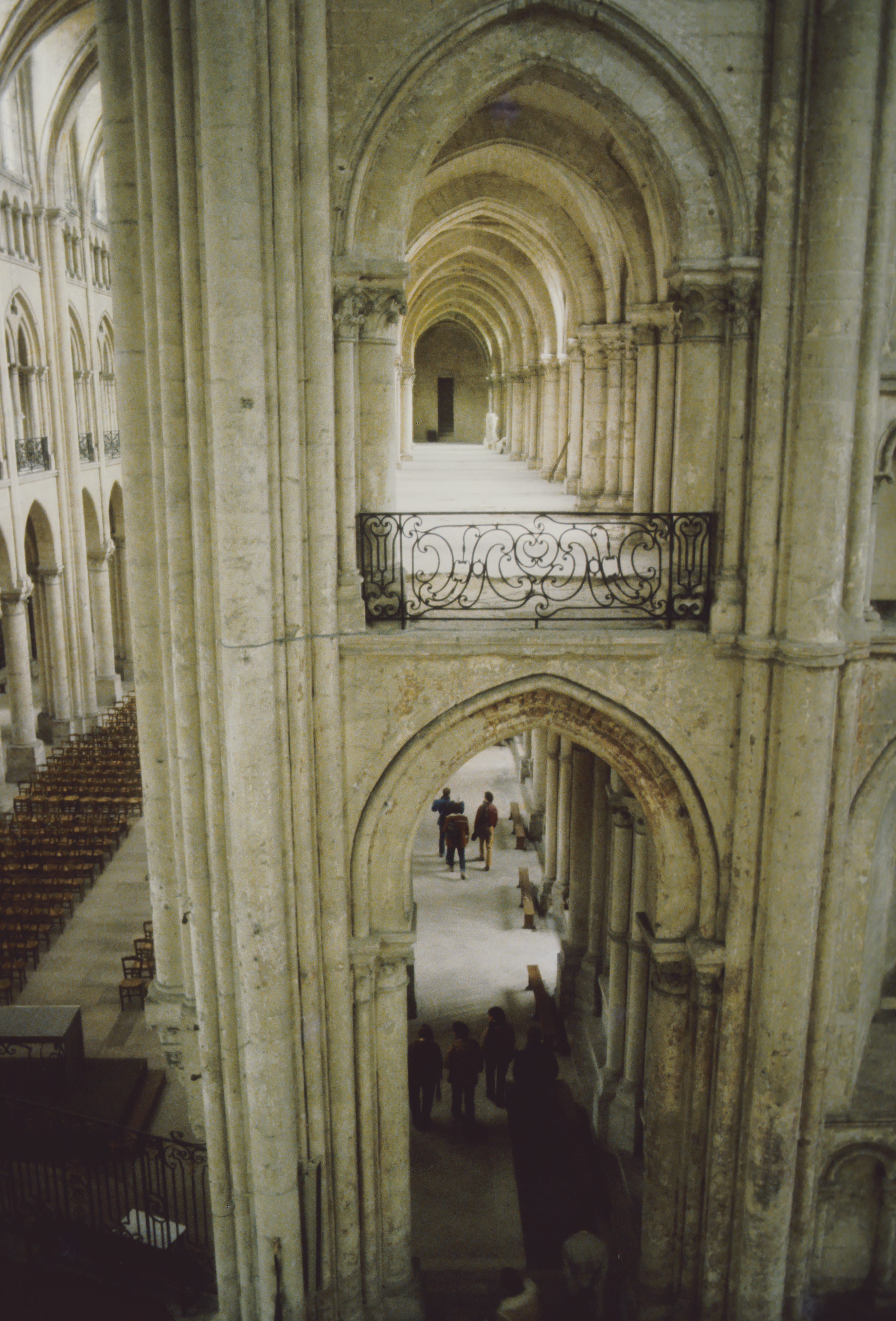
Boční loď a galerie
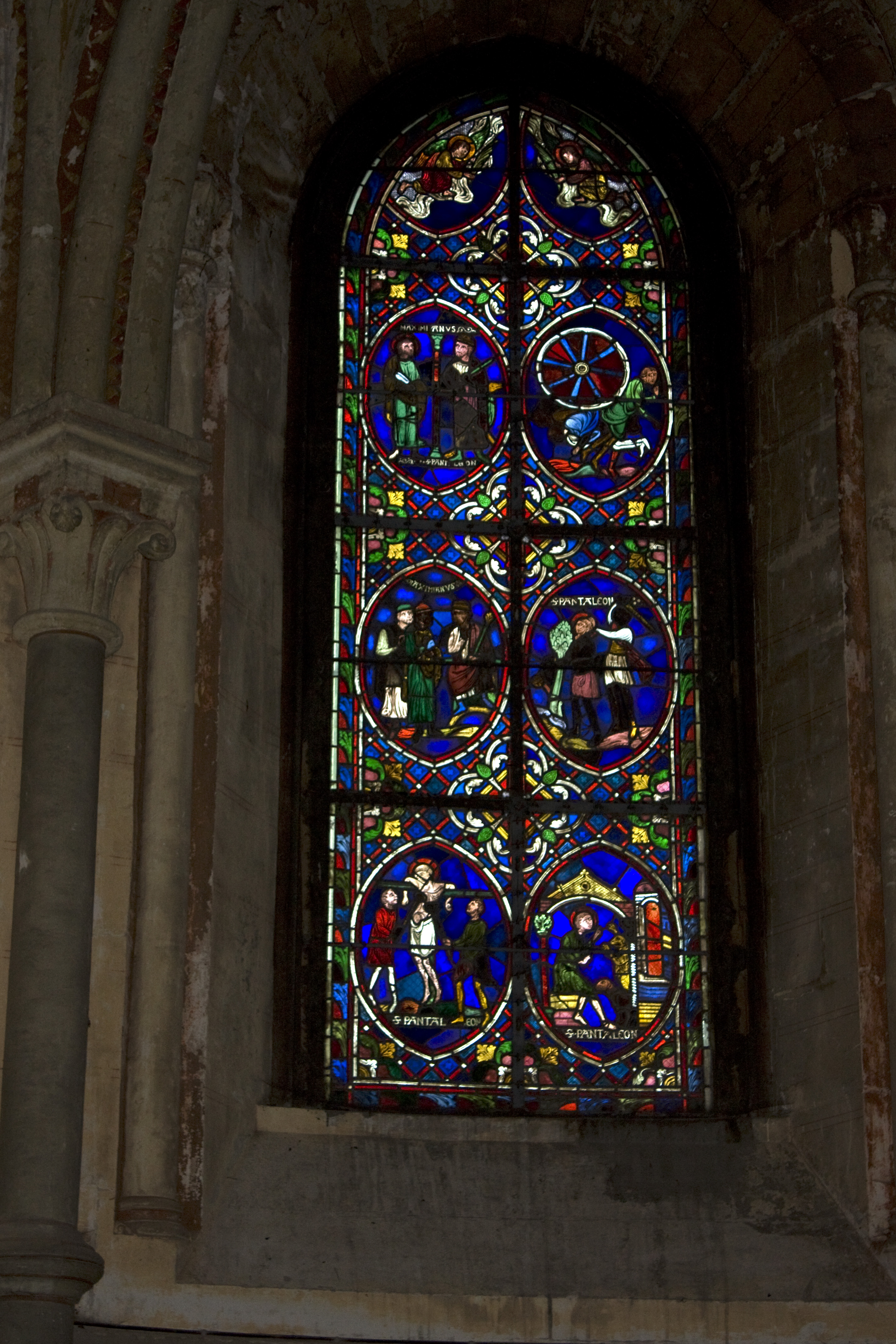
Vitráž z konce 13. století
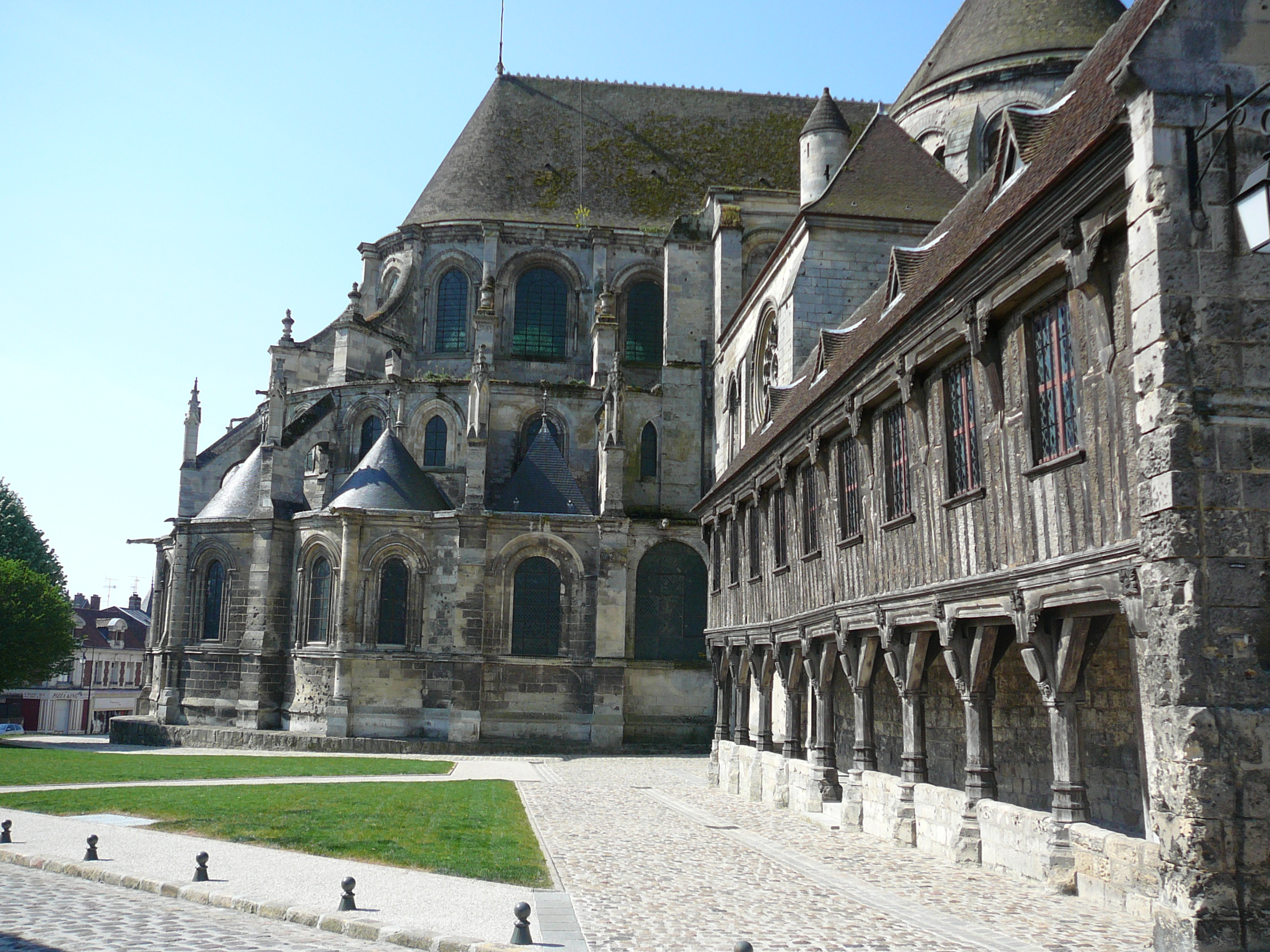
Závěr a kapitulní knihovna
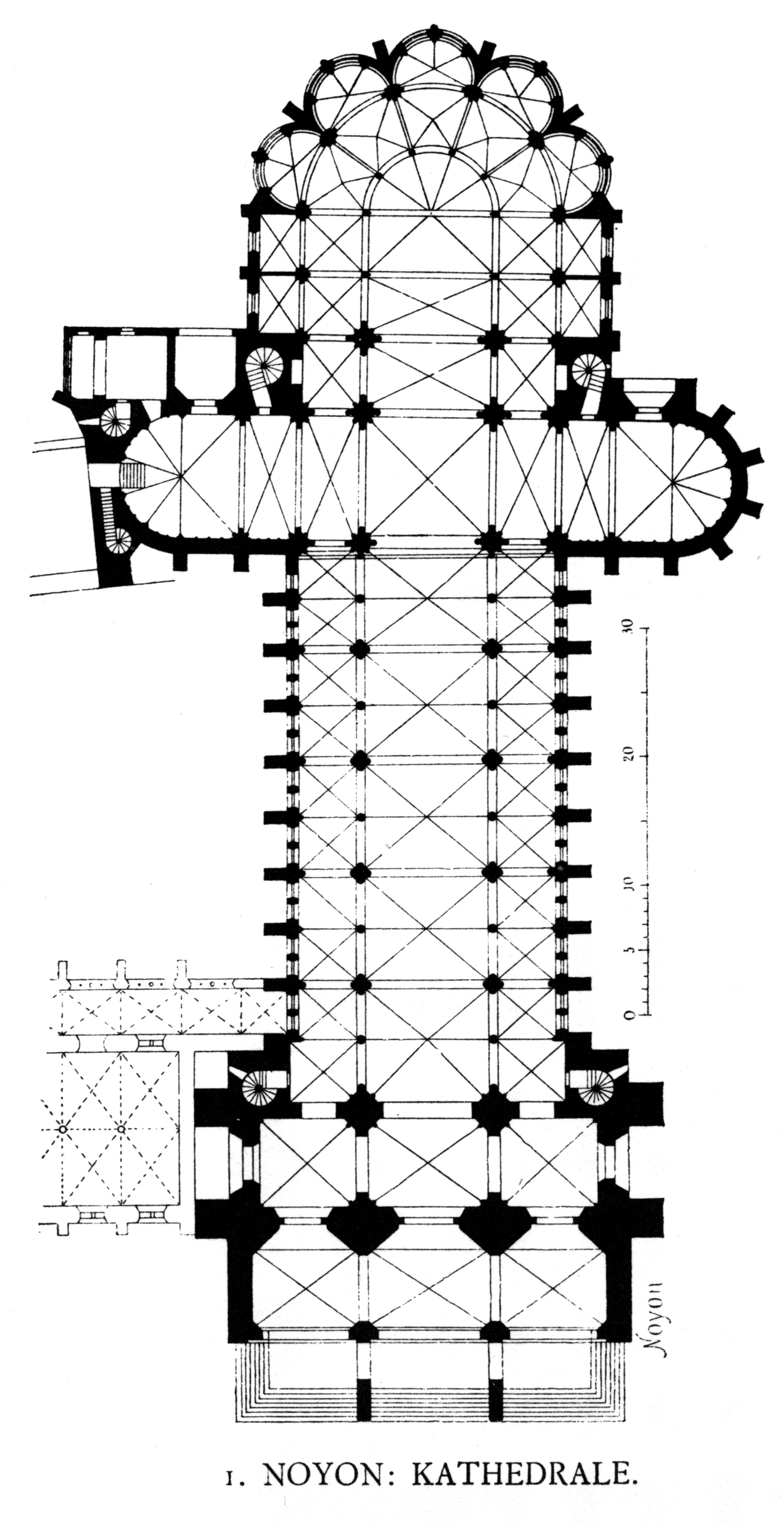
Půdorys katedrály